# 三上知久
三上 知久（みかみ ともひさ、1965年8月7日 - ）は、日本の元俳優。
東京都出身。血液型はA型。

## 出演作品

### テレビドラマ
- 家族ジャングル（1985年、NTV）
- 赤い秘密（1985年、TBS）
- 月曜ドラマランド(フジテレビ)
  - 結婚ゲーム2
  - 月とスッポン（1986年）
- スケバン刑事II 少女鉄仮面伝説
- 火曜サスペンス劇場（NTV）
  - ウエディングドレス（1986年7月）[1]。
- 女ふたり捜査官（1986年、テレビ朝日）
- スケバン刑事III 少女忍法帖伝奇
- ねらわれた学園（1987年、フジテレビ）[2]。
- 夫が戻る日
- アナウンサーぷっつん物語（1987年、フジテレビ）

### 吹き替え
- The World's Greatest Athlete
- 素晴らしき日々（1993年、NHK）